# الساحل (رشيد)
قرية الساحل هي إحدى القرى التابعة لمركز رشيد في محافظة البحيرة في جمهورية مصر العربية. حسب إحصاءات سنة 2006، بلغ إجمالي السكان في الساحل 10669 نسمة، منهم 5375 رجل و5294 امرأة.